# Vuelve temprano (telenovela mexicana)
Vuelve temprano es una telenovela mexicana producida por Aurelio Valcárcel Carrol transmitida por Imagen Televisión entre 2016 y 2017. Está basada en la telenovela homónima Vuelve temprano producida por TVN en 2014 y correalizada con la productora Argos Comunicación. La idea original es de la autora y guionista Daniella Castagno, adaptada por Verónica Bellver y Joaquín Guerrero Casasola. 
Protagonizada por Gabriela de la Garza, con las participaciones antagónicas de Mario Cimarro, Rubén Zamora, Sara Corrales y Alejandro Durán. Cuenta además con las actuaciones estelares de Carlos Ferro, Francisco de la O, Sharis Cid y Sophie Gómez.

## Argumento
Clara Zavaleta (Gabriela de la Garza) y Santiago Urrutia (Rubén Zamora),  parecen tener la vida perfecta: ella es una exitosa conductora de noticias y él, un abogado muy prestigioso. Para ellos la familia es fundamental, aunque conocen poco a sus hijos: ignoran que Isabel (Cristina Rodio) está embarazada; que Florencia (Julia Urbini) vive conectada virtualmente a un mundo que se le hará más complejo; e Ignacio (Daniel Barona), el mayor, aunque es un estudiante destacado y un hijo ejemplar, podría ocultar un pasado que empieza a asomarse cuando lo encuentran muerto tras un supuesto accidente automovilístico. Ahora la vida de Clara y su familia se transforma. Deben levantarse desde el dolor de perder a un ser querido para lanzarse a la investigación acerca de quién está detrás de su muerte. ¿Por qué mataron a Ignacio? ¿Por pasión, por drogas, por venganza? Esas preguntas moverán a Clara a dejar de lado su carrera como una de las periodistas más creíbles del país y luchar por la búsqueda de una verdad que cada vez se hace más oscura. Para el comisario Antonio Avelica (Mario Cimarro) cualquiera de los cercanos a Ignacio podría tener la respuesta sobre su muerte. El detective Manuel Carvallo (Carlos Ferro) ve en el caso algo más que un simple homicidio por accidente. Y la fiscal Loreto (Sophie Gómez) se enredará demasiado en el círculo cercano de la víctima. ¿Cuántos secretos estarán dispuestos a revelar los que conocían a Ignacio? Su amigo Gabriel (Christian Vázquez) ¿confesará que la última vez que se vieron terminaron a golpes?; Pablo (Andrés Delgado), otro de sus mejores amigos, revelará la cercanía que Ignacio tenía con las drogas? ¿Qué pasará cuándo se descubra que Hans (Alejandro Durán), el dueño de una discoteca, sentía profundos celos por la relación que Ignacio mantenía con su novia Denisse (Sara Corrales)? Catalina (Adriana Lumina), la pareja de Ignacio, ¿será capaz de asumir que la última vez que lo vio fue para encararlo por su infidelidad? Así se revela ante los ojos de Clara una verdad que desconocía: quién era verdaderamente su amado hijo Ignacio y quiénes podrían tener razones para deshacerse de él. El gran contenedor emocional será su colega Francisco (Francisco de la O) y su esposa Maite (Sharis Cid). Por otro lado, la hermana de Clara, Renata (Alejandra Ambrosi) llegará a vivir con ella para hacerse cargo de sus sobrinas. Y su cuñado, el padre Miguel Urrutia (Alejandro Caso), quien vivirá la fuerte dicotomía de ser parte de una congregación religiosa y luchar por aclarar la verdad en la muerte de su sobrino. Nadie sospecha que la sensibilidad de perder a un ser querido los hará vulnerables para confundir sus emociones.

## Elenco
- Gabriela de la Garza - Clara Zavaleta
- Mario Cimarro -  Inspector Antonio Avelica "El Lobo"
- Rubén Zamora - Santiago Urrutia "León Rojo"
- Carlos Ferro - Agente Manuel Carvallo
- Francisco de la O - Francisco Valenzuela
- Sharis Cid - Maite Soler de Valenzuela
- Sara Corrales - Denisse Loyola "Candy"
- Alejandro Durán - Jacinto Duarte "Hans Dietrich"
- Sophie Gómez  - Fiscal Loreto Rodríguez
- Alejandra Ambrosi - Renata Zavaleta
- Alejandro Caso - Padre Miguel Urrutia
- Cristina Rodlo - Isabel Urrutia Zavaleta
- Julia Urbini - Florencia Urrutia Zavaleta
- Christian Vázquez - Gabriel Castro Castro
- Andrés Delgado - Pablo Valenzuela Soler
- Adriana Lumina - Catalina
- Daniel Barona - Ignacio Urrutia Zavaleta
- Giovana Fuentes - Fernanda
- Adriana Leal  - Sofía Herrera
- Palmeira Cruz - Ingrid
- Andrea Chávez de Moore - Connie
- Alicia Jaziz - Fanny
- Flor Payan - Norma Castro
- Estela Calderón - Inspectora Estrella Herrero
- Jesús Castro Ponce - Detective Felipe Robles
- Eduardo Reza - "El Chololo"

## Versiones
- Vuelve temprano (versión original de 2014), una producción de TVN, fue protagonizada por Amparo Noguera, Francisco Melo y Francisco Reyes.